# Божевільні преподи
«Божевільні преподи» (фр. Les Profs) — французька комедійна кінострічка, знята на основі серії однойменних коміксів в 2013 році. Фільм заснований на однойменному коміксі Піка та Еррока.
Фільм подолав мільйонну позначку за перший тиждень прокату в кінотеатрах, і в підсумку зібрав 3 953 481 відвідувачів у Франції.

## Зміст
Ліцей Жюль-Феррі має лише 12% прохідний бал на бакалавраті, що робить його найгіршим ліцеєм у Франції. Інспектор з освіти пропонує директору найняти найгірших вчителів, сподіваючись, що це, як не парадоксально, дасть змогу школі досягти показника успішності понад 50%. В іншому випадку школу закриють.